# Laura Hernández
Laura Hernández (1º dicembre 1968) è un'ex cestista messicana.

## Carriera
Con il Messico ha disputato i Campionati americani del 1993.